# Half Moon Island

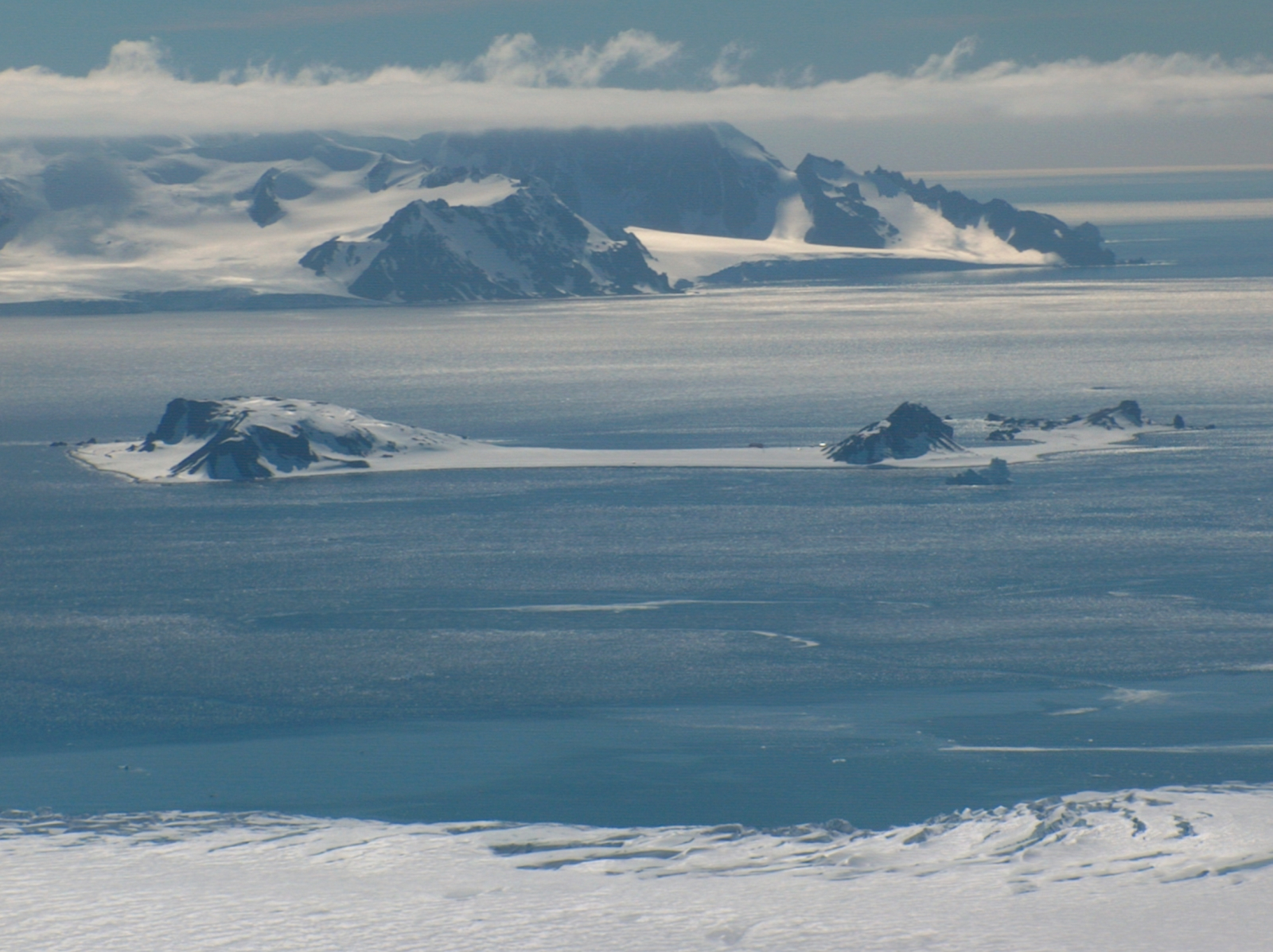
Half Moon Island sedd från Livingston Island, med Greenwich Island i bakgrunden

Half Moon Island är en halvmåne-formad ö i ögruppen Sydshetlandsöarna i Antarktis. På ön finns den argentinska forskningsstationen Cámara.